# Nordkorea i olympiska sommarspelen 1976
Nordkorea deltog i de olympiska sommarspelen 1976 med en trupp bestående av 38 deltagare, 36 män och två kvinnor, vilka deltog i 21 tävlingar i åtta sporter. Landet slutade på 21:a plats i medaljligan, med en guldmedalj och en silvermedalj.

## Medaljer

### Guld
- Yong Jo Gu - Boxning, Bantamvikt

### Silver
- Byong Uk Li - Boxning, Lätt flugvikt

## Boxning
Lätt flugvikt
- Ri Byong-uk
  1. Första omgången – Besegrade Sidney McKnight (CAN), KO-1
  2. Andra omgången – Besegrade Henryk Średnicki (POL), 3:2
  3. Kvartsfinal – Besegrade Armando Guevara (VEN), 3:2
  4. Semifinal – Besegrade Payao Pooltarat (THA), RSC-2
  5. Final – Förlorade mot Jorge Hernández (CUB), 1:4 →  Silver

Flugvikt
- Jong Jo-ung
  1. Första omgången — Bye
  2. Andra omgången — Besegrade Joachim Schür (FRG), RSC-2
  3. Tredje omgången — Besegrade Vicente Rodríguez (ESP), 3:2
  4. Kvartsfinal — Förlorade mot David Torosyan (URS), 0:5

## Bågskytte
Damernas individuella tävling
- Jang Sun-yong – 2405 poäng (→ 4:e plats)
- Han Sun-hi – 2347 poäng (→ 10:e plats)

## Friidrott
Herrarnas maraton
- Choe Chang-sop — 2:16:33 (→ 12:e plats)
- Kim Chang-son — 2:27:38 (→ 44:e plats)
- Goh Chun-son — 2:31:54 (→ 52:e plats)